# 若槻幾斎
若槻 幾斎（わかつき きさい）は江戸時代後期の儒学者、歌人。崎門学派。京都に尊朱学舎を構え、尾藤二洲・頼春水・高山彦九郎等と交流した。

## 生涯

### 大坂
延享3年12月（1747年1月頃）大坂に生まれたが、紀伊国田辺出身ともされる。大坂時代には森誠と称した。幼くして読書を好み、父の下で四書の注釈書等を学んだ。父と死別後、良師を探したが見つからず、独学して崎門学に私淑した。有賀長因に和歌を学んだ。
安永年間江戸に出て、田沼意次に仕官を求めたが、意次失脚により頓挫した。

### 京都
天明5年（1785年）京都に移り、愛宕郡聖護院村字中御門に家を構えた。上京後は清和源氏若槻氏を称し、近所の堺町通望楠軒で西依成斎に崎門学を学んだ。
天明8年（1788年）1月天明の大火により聖護院が光格天皇行宮となり、自宅も行在所御用局として接収され、白川村に退いた。自宅は禁裏付建部広般役宅となった後、局方・大輔・新輔・宰相局・勾当内侍・勧修寺頭弁等に利用され、遷幸時は京都所司代太田資愛が入居していた。2年後遷幸により聖護院村に戻り、聖護院宮から白銀10枚を賜った。
角倉家属吏だったが、後に退職して儒学を教えた。寛政3年（1791年）3月15日高山彦九郎に従って芝山持豊に面会し、以降和歌会や『源氏物語』講釈に参加し、経書講義や門人和歌の添削を行った。同年春、自宅を「朱子の学を尊ぶ」の意で尊朱学舎と号し、伏原宣条に扁額を賜り、自身は幾斎と号した。
文化・文政期には青蓮院宮・近衛家・鷹司家・九条家・西洞院家・中山家・六条家・風早家・西大路家・富小路家・桜井家等へ出講し、内藤正範にも『中庸』『論語』を講義している。文化9年（1812年）4月2日京都西町奉行三橋成方から学業勉励により銀15枚を賜った。文化14年（1817年）9月仁孝天皇が即位した際、12月詔に応じて代始能に開口謡を献上し、金200疋を賜った。
上京当初は経済的余裕があったが、晩年は困窮し、学舎の壁・畳・板張り等がボロボロになっていた。文政9年（1826年）11月26日81歳で死去した。鳥辺山旧延年寺墓地に「若槻寛堂先生之墓」があったが、近年撤去された。

## 著書
- 『入学初則』 - 天明元年（1781年）4月序、10月刊。程朱学・崎門学を勧め、陸王学・古学・古文辞学を非難する。初学書として三礼の注疏を勧める[7]。
- 『 承応遺事』 - 後光明天皇の事跡。奥八兵衛による火葬停止の記事等を収める[24]。『史籍集覧』第5冊収録。
- 『正保遺事』 - 寛政8年（1796年）萩原員衡・鈴木潤斎・幾斎跋。『承応遺事』の再編[24]。
- 『畏庵随筆』 - 文化4年（1807年）1月自序。仮名随筆[25]。『日本随筆大成』第1期旧版第7巻・新装版第14巻収録。
  - 歳時章[25]
  - 教学章 - 四書は『大学』『論語』『孟子』『中庸』、五経は『詩経』『書経』『易経』『春秋』『礼記』の順に句読を行うこと、『近思録』を熟読してから周敦頤・程頤・張載・朱熹の著書に進むことなどを説く[26]。
  - 摂養章 – 『素問』『難経』『傷寒論』『脈経』『鍼灸甲乙経』等について解説する[2]。
  - 国籍章 – 六国史のみを正統として他書を排し、神武天皇から清和天皇までの歴史を概観する[2]。
  - 古紀章 – 宝暦末年大坂の書店で見かけた『日本書紀』異本を活版本・下御霊社版と比較する。仲哀天皇の諡号は本来「㐰衷」（しんちゅう）だったとし、大友皇子即位説を主張する[27]。
  - 風詠章[25]
- 『音韺』 - 文化11年（1814年）立春序、文化14年（1817年）3月刊。『礼部韻略』107韻に基づく韻図47図を収める[28]。
- 『四書集註翼』 - 文政2年（1819年）6月18日成稿[29]、11月自序[30]。 朱熹『四書章句集註（中国語版）』の注釈[31]。国立国会図書館が『大学』『中庸』版本、無窮会平沼文庫が「孟子翼」「論語翼」稿本の一部を所蔵する[29]。陸隴其（中国語版）『因勉録』から多く引用する[32]。
- 『大学章句小解』 - 文政3年（1820年）自引。『四書集註翼』の解説書。無窮会平沼文庫所蔵[33]。
- 『示肄』 - 儒学の要語集。『若槻幾斎関係資料』13。虫損により閲読不能[34]。
- 『読書余録』 - 漢文随筆[14]。
- 『読書録抄』 - 漢文随筆[31]。
- 『千首和歌』[35]

## 絵画
- 幽霊図 – 絹本墨画淡彩、1幅、95.6cmx32.3cm、福岡市博物館所蔵旧吉川観方コレクション[39]。

## 交友
- 尾藤二洲 – 明和7年（1770年）来坂後に知り合った[10]。精里・春水が大坂を離れた後は唯一の交友となった[7]。
- 古賀精里 – 安永4年（1775年）来坂後、二洲を通じて知り合った[10]。天明の大火の時、精里門人2名が幾斎宅に仮寓していた[40]。
- 頼春水 – 二洲を通じて知り合った[10]。天明元年（1781年）広島藩に登用された後も交流は続いた[41]。
- 頼杏坪 – 春水の弟。幾斎が杏坪の和歌を添削している[42]。
- 頼梅颸 - 春水の妻。上京した際には幾斎宅を訪れた[42]。
- 頼山陽 – 春水の子。上京した際には幾斎宅を訪れ、文政7年（1824年）6月6日売家の件について幾斎に相談している[42]。
- 西依墨山 – 師成斎の姪。天明8年（1788年）2月成斎を小浜に連れ帰ることに失敗し、幾斎に世話を頼んでいる[43]。
- 高山彦九郎 – 尊号一件において宣下実現に尽力し、幾斎も協力した[40]。寛政期に盛んに交流し、寛政3年（1791年）5月24日幾斎から2両を借りている[44]。
- 柴野栗山 – 尊号一件において彦九郎が栗山を敵視し、幾斎が間に入った[40]。
- 西山拙斎 - 上京の度に幾斎宅を訪れた[14]。
- 橘南渓 – 寛政3年（1791年）2月幾斎・拙斎等が伏見に旅行した途中、南渓宅に立ち寄っている[45]。
- 広瀬蒙斎 – 寛政8年（1796年）6月22日幾斎宅を訪問している[7]。
- 菅茶山 – 上京の度に幾斎宅を訪れた[14]。
- 佐々木長秀 – 聖護院諸大夫[46]。
- 中島道閑[37]
- 小沢蘆庵 – 道閑の紹介で知り合った。寛政11年（1799年）春、幾斎に『布留の中道』草稿の添削を依頼している[37]。
- 蒲生君平 – 蘆庵を通じて知り合った[47]。幾斎を「同志」と認定している[48]。
- 唐崎士愛 - 幾斎宅で彦九郎と知り合った[48]。
- 中村新斎 – 文化8年（1825年）刊『父子訓』に幾斎が序を寄せた[48]。
- 大熊言足 – 文政6年（1823年）4月22日幾斎宅を訪問している[9]。
- 鈴木遺音 – 成斎の門人鈴木潤斎の子。晩年交流した[17]。
- 川島栗斎 – 成斎の門人。晩年交流した[17]。
- 足利栖竜[49]
- 松崎慊堂[49]
- 藤貞幹[49]
- 赤松滄洲[49]
- 六如[49]
- 蠣崎波響[49]

## 弟子
- 若槻整斎[50]
- 摩島松南 – 文化年間の日記に登場する[49]。
- 井上学圃 - 福岡藩士。文化5年（1808年）上京して幾斎に学んだ[49]。
- 月形鷦窠 – 福岡藩士。成斎にも学んだ[49]。
- 竹田復斎 – 福岡藩士。寛政年間上京して幾斎に学んだ[49]。
- 竹田梧亭 – 福岡藩士。復斎の弟。『四書集註翼』刊行を援助した[51]。
- 井上静軒 – 出石藩士。茶山の紹介で入門した[40]。
- 山本亡羊 – 文政頃から日記に登場する[51]。
- 中林竹洞 – 画家。幾斎に経義を学んだ[51]。

## 親族
若槻頼隆19世孫を称する。12代式部大輔義里は永禄元年（1558年）室町幕府を致仕、元亀元年（1570年）死去し、以降官仕が途絶えたという。
- 父：森義敏[1] - 名は俊[要出典]、字は子睿[9]。宝暦9年（1759年）7月没[9]。
- 母 – 芝山持豊娘[1]。
- 妻 – 平氏[9]。明和3年（1766年）結婚[9]。
- 養子：若槻整斎 – 名は皜・邦貞、字は子光・見良、通称は菊太郎・延蔵[52]。明和7年（1770年）1月生[9]、天保7年（1836年）5月13日没[50]。『与楽園叢書』巻之25「若槻父子詩抄」に和歌・漢詩が収められる[12]。
- 養孫：若槻義信 - 初名は皞。寛政7年（1795年）8月生[14]。
- 養曾孫：若槻周斎 - 義信の甥[14]。建仁寺寺務所書記[14]。

幾斎の遺稿類は周斎を経て建仁寺塔頭両足院に渡り、京都府立総合資料館に『若槻幾斎関係資料』として所蔵される。